# Championnat de Madagascar de football 2021-2022
Navigation
Saison précédente Saison suivante
La saison 2021-2022 du Championnat de Madagascar de football est la 59e édition de la première division malgache et la troisième sous le nom de Orange Pro League.
Seize clubs sont répartis en deux groupes, les quatre premiers de chaque groupe se retrouvent dans un tournoi à élimination directe pour déterminer le champion de Madagascar.
À l'issue de la saison, le Centre de formation de football d'Andoharanofotsy remporte son premier titre de champion.

## Les clubs participants
- Five FC
- COSFA
- Jet Kintana (fusion de AS JET Mada et Kintana FC)
- ASSM Elgeco Plus
- Fosa Juniors FC
- Tia Kitra
- AS Adema fusionne avec Dato FC et devient A Dato FC
- Ajesaia (Bongolava)
- USCA Foot
- Zanak'Ala FC
- FCA Ilakaka fusionne avec Mama FC et devient Mama FCA
- CS-DFC (fusion de CNAPS Sport et Disciples FC)
- 3FB Toliara
- Centre de formation de football d'Andoharanofotsy
- AS Fanalamanga
- AS JFC Capricorne

## Compétition
Le barème utilisé pour établir le classement est le suivant :
- Victoire : 3 points
- Match nul : 1 point
- Défaite, forfait ou abandon : 0 point

### Première phase
| Rang | Équipe           | Pts | J  | G  | N | P | Bp | Bc | Diff |
| ---- | ---------------- | --- | -- | -- | - | - | -- | -- | ---- |
| 1    | Fosa Juniors FC  | 38  | 14 | 12 | 2 | 0 | 38 | 10 | +28  |
| 2    | AS Fanalamanga P | 20  | 14 | 5  | 5 | 4 | 15 | 13 | +2   |
| 3    | COSFA            | 20  | 14 | 5  | 5 | 4 | 15 | 16 | -1   |
| 4    | Ajesaia          | 20  | 14 | 6  | 2 | 6 | 23 | 18 | +5   |
| 5    | USCA Foot        | 19  | 14 | 5  | 4 | 5 | 23 | 20 | +3   |
| 6    | Jet Kintana      | 15  | 14 | 3  | 6 | 5 | 14 | 20 | -6   |
| 7    | Tia Kitra        | 13  | 14 | 3  | 4 | 7 | 13 | 29 | -16  |
| 8    | Five FC          | 7   | 14 | 1  | 4 | 9 | 8  | 21 | -13  |

| Rang | Équipe              | Pts | J  | G | N | P | Bp | Bc | Diff |
| ---- | ------------------- | --- | -- | - | - | - | -- | -- | ---- |
| 1    | ASSM Elgeco Plus    | 28  | 14 | 7 | 7 | 0 | 28 | 14 | +14  |
| 2    | CFFA P              | 28  | 14 | 8 | 4 | 2 | 23 | 10 | +13  |
| 3    | CS-DFC              | 22  | 14 | 6 | 4 | 4 | 27 | 17 | +10  |
| 4    | A Dato FC           | 21  | 14 | 5 | 6 | 3 | 14 | 14 | 0    |
| 5    | Zanak'Ala FC        | 19  | 14 | 5 | 4 | 5 | 18 | 17 | +1   |
| 6    | Mama FCA            | 16  | 14 | 4 | 4 | 6 | 9  | 15 | -6   |
| 7    | 3FB Toliara         | 8   | 14 | 1 | 5 | 8 | 16 | 34 | -18  |
| 8    | AS JFC Capricorne P | 7   | 14 | 1 | 4 | 9 | 14 | 28 | -14  |

### Tournoi final

#### Quart de finale
| Équipe    | Aller | Total             | Retour | Équipe           |
| --------- | ----- | ----------------- | ------ | ---------------- |
| CS-DFC    | 0 - 0 | 1 - 0             | 1 - 0  | AS Fanalamanga   |
| COSFA     | 0 - 0 | 0 - 1             | 0 - 1  | CFFA             |
| A Dato FC | 1 - 1 | 1-1 (7-6t. a. b.) | 0 - 0  | Fosa Juniors FC  |
| Ajesaia   | 0 - 0 | 2 - 1             | 2 - 1  | ASSM Elgeco Plus |

#### Demi-finale
| Équipe    | Aller | Total               | Retour | Équipe |
| --------- | ----- | ------------------- | ------ | ------ |
| Ajesaia   | 1 - 1 | 2 - 2 (6-5t. a. b.) | 1 - 1  | CS-DFC |
| A Dato FC | 1 - 1 | 1 - 2               | 0 - 1  | CFFA   |

#### Finale
| 12 juin 2022 | CFFA | 3 - 0   | Ajesaia |  |
|              |      | (2 - 0) |         |  |

## Bilan de la saison
| Championnat de Madagascar de football 2021-2022 |                   |
| Champion                                        | CFFA (1er titre)  |
| Coupes et trophées                              |                   |
| Vainqueur de la Coupe de Madagascar 2021-2022   | ASSM Elgeco Plus  |
| Qualifications continentales                    |                   |
| Ligue des champions de la CAF 2022-2023         | CFFA              |
| Coupe de la confédération 2022-2023             | ASSM Elgeco Plus  |
| Promotions et relégations                       |                   |
| Promus en Pro League                            |                   |
| Relégués                                        | AS JFC Capricorne |
| Relégués                                        | Five FC           |